# 한국농어촌공사 나주 본사
한국농어촌공사(영어: Korea Rural Community Corporation)는 대한민국 전라남도 나주시 그린로 20 (빛가람 358)에 건설된 건물이다. 2012년에 착공하여 2014년에 완공하였다.

## 시설
| 층수     | 시설                                                                                 |
| -------- | ------------------------------------------------------------------------------------ |
| 18층     | 야외휴게실                                                                           |
| 17층     | Flex Space(공용업무공간), 노조본사지역본부, 의무실, 휴게실, 카페테리아, 매점         |
| 16층     | 해외사업처, 국제협력처, 노동조합                                                     |
| 15층     | 기반정비처, 농어촌개발기획처, 농촌개발처, 비상계획실, 자산가치증진센터, 민원관리센터 |
| 14층     | 투자사업처, 대단위간척처, 보상사업단                                                 |
| 13층     | 사업계획처, 감사실                                                                   |
| 12층     | 기획조정실, 경영혁신실                                                               |
| 11층     | 사장, 비서실, 감사, 부사장, 상임이사                                                 |
| 10층     | 이사회실, 옴부즈만실, 무궁화3~4실, 신협                                              |
| 9층      | 인사복지처, 경영지원처(보안관리센터)                                                 |
| 8층      | 어촌수산개발본부장, 어촌개발처, 수산해양처, 기금관리처                               |
| 7층      | 농지은행처, 첨단기술사업처                                                           |
| 6층      | 회의공간(진달래실 동백1~7실, 목련1~4실)                                              |
| 5층      | 지식창조공간                                                                         |
| 4층      | 지하수지질처, 환경사업처, 재난안전종합상황실                                         |
| 3층      | 수자원기획처, 수자원안전처, 무궁화1실                                                |
| 2층      | 기록관, 도서관, 정보화교육장, 중식당                                                 |
| 1층      | 홍보실, 무궁화2실, 차량관리실, 통신실, 대식당                                        |
| 지하 1층 | 중앙관제센터, 상황실, 체력단련실, 동아리방, 세탁소, 미용실                           |
| 별관     | 정보화추진처, KRC아트홀, 농협                                                        |

## 같이 보기
- 한국농어촌공사
- 전라남도의 마천루 목록
- 나주시의 마천루 목록